# Charles Angrand
Charles Angrand (Normandia, 19 de abril de 1854 – Ruão, 1 de abril de 1926) foi um artista francês do período neoimpressionista. Frequentou os meios avant-garde parisienses das décadas de 1880 e 1890.
Filho de Pierre-Charles Angrand, professor, e de sua esposa Élise Grenier.
Charles Angrand foi pensionista na École Normale d´Instructeurs de Rouen de 1871 a 1874, seguindo a mesma carreira de seu pai. Concluído o curso, lecionou em Ruão até 1881.
Uma visita à exposição retrospectiva de Jean-Baptiste Corot na École des Beaux-Arts de Paris em 1875, reforçou sua vocação de pintor. Seguiram-se então os cursos da escola municipal de pintura e desenho de Ruão, sob a direção de Gustave Morin.  Angrand expôs em  1878 pela primeira vez, por ocasião da 26ª Exposição Municipal de Belas Artes de Ruão.
Nomeado professor no Lycée Chaptal, no Boulevard des Batignolles, transferiu-se para Paris em 1882, onde paralelamente continuou sua carreira como pintor.
Entre 1883 e1884, conheceu Georges Seurat, de quem se tornou amigo, e participou ativamente da fundação da Société des Artistes Indépendants, que organizava anualmente o “Salon des Independants”. A partir de 1886, também travou contato com outros artistas de vanguarda, como Vincent van Gogh, Paul Signac, Albert Dubois-Pillet e Maximilien Luce.
Angrand estudou a técnica do “Lápis Conté”, usada por Seurat, já em 1890. Após um breve retorno à pintura a óleo, entre 1905 e 1908, passou a utilizar-se do pastel, que se tornou sua técnica favorita até o final de sua vida, em 1926.
Charles Angrand atuou também como ilustrador, contribuiu para o jornal anarquista “Les Temps Nouveaux”, publicado por Jean Grave. Em 1913, o libreto “La Loi et l'Autor” de Piotr Kropotkin foi publicado tendo um desenho de Angrand como ilustração.
Antes da Primeira Guerra Mundial, viveu por um ano em Dieppe, retornando à Ruão, onde permaneceu até sua morte em 1926.

## Galeria

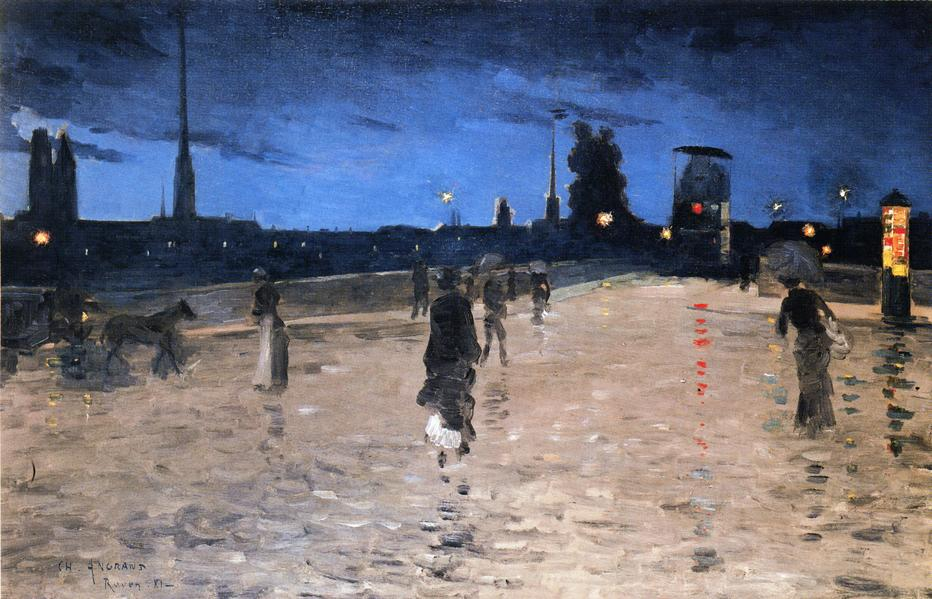
A Ponte de Pedra, ca. 1880
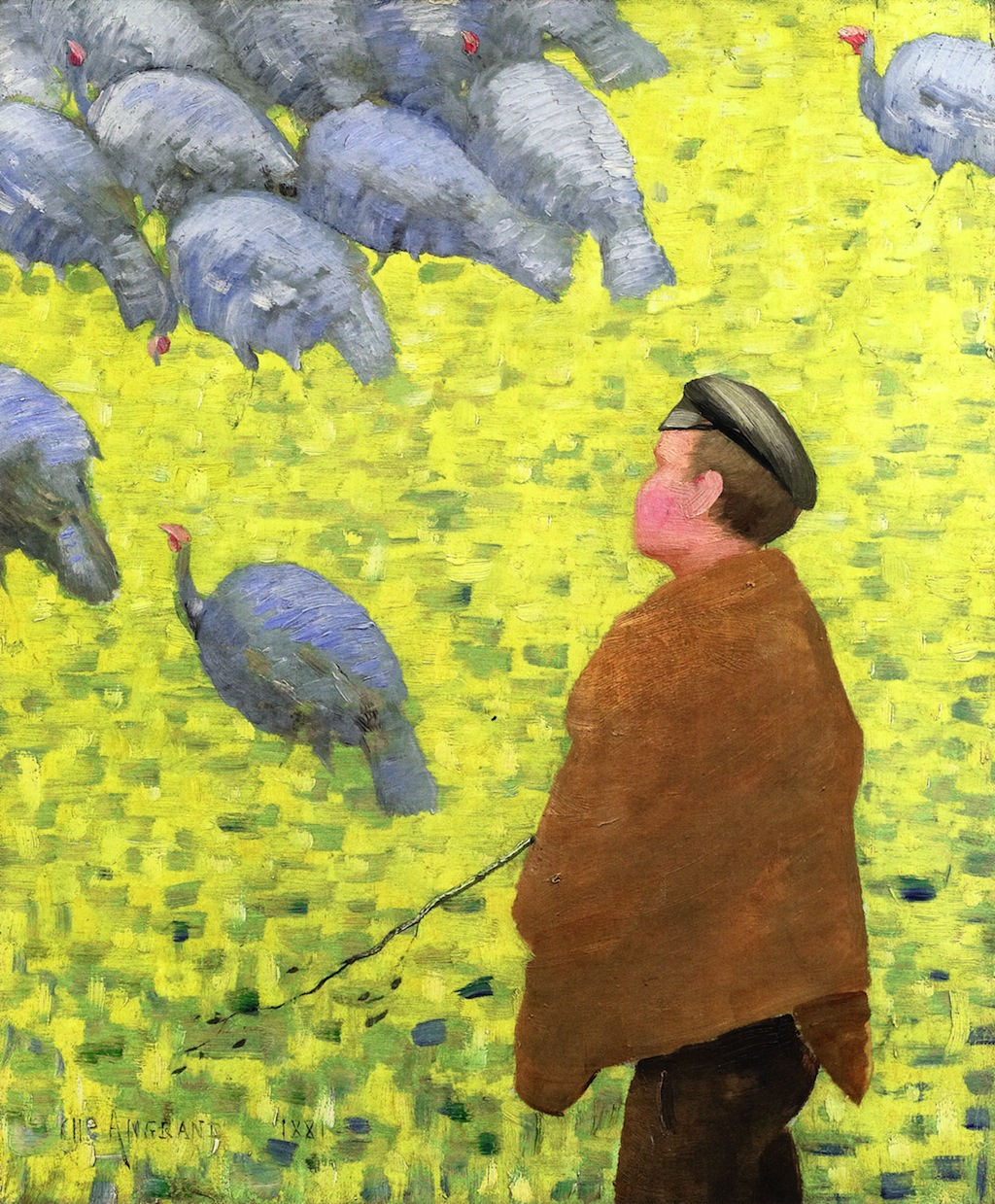
O Guardador de Perus, 1881
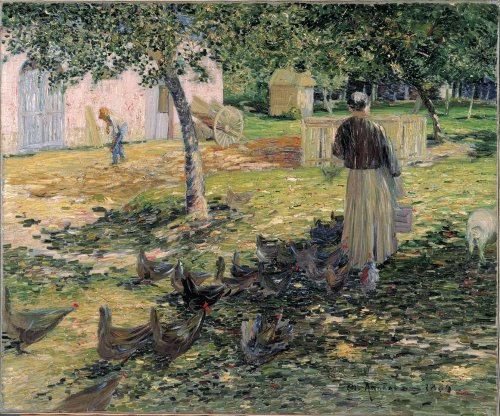
Alimentando as Galinhas, 1884
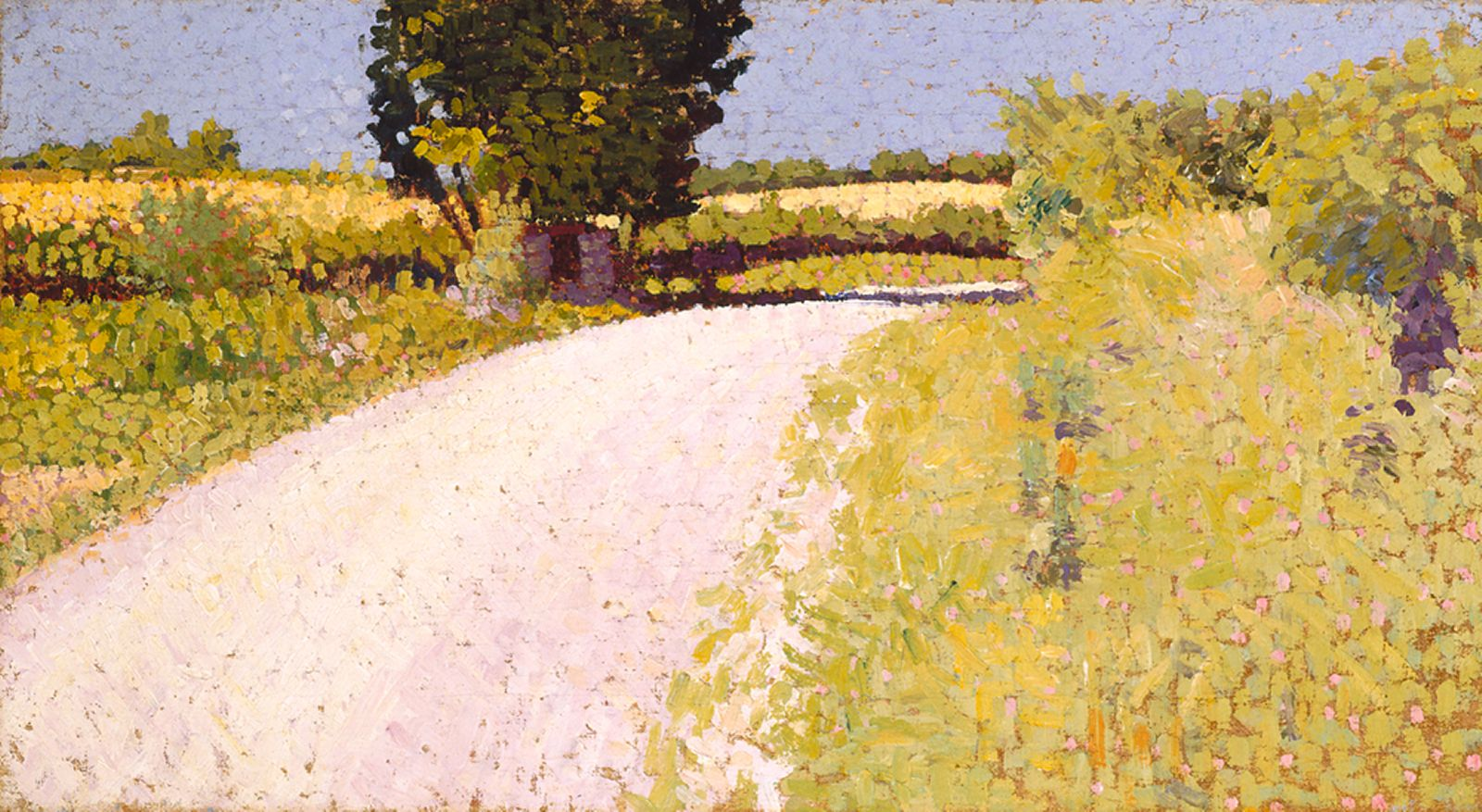
Caminho no CampoPath in the Country, ca. 1886
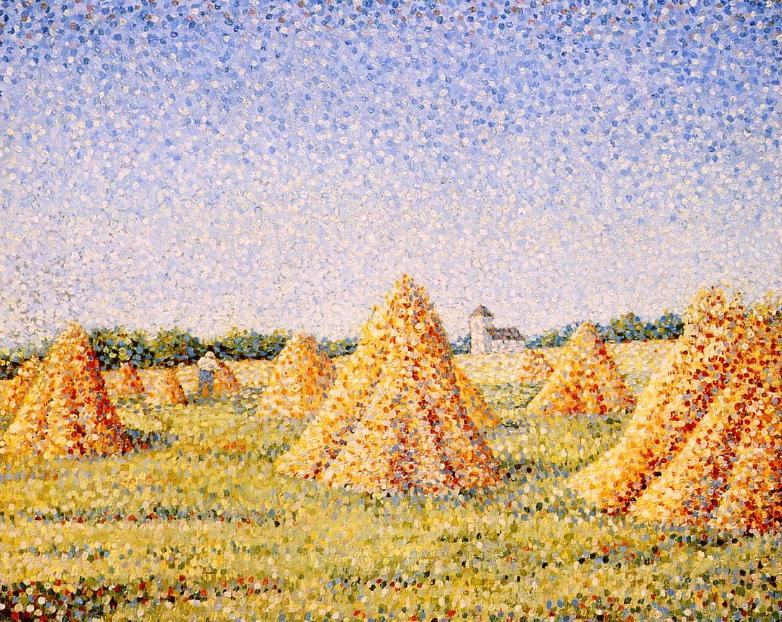
A Colheita, 1890
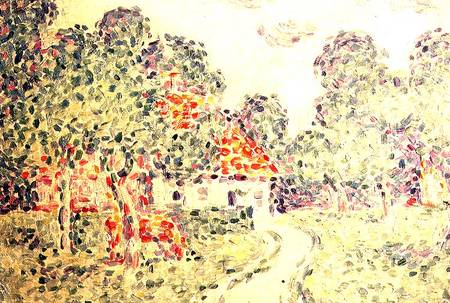
A Pequena Quinta, 1890
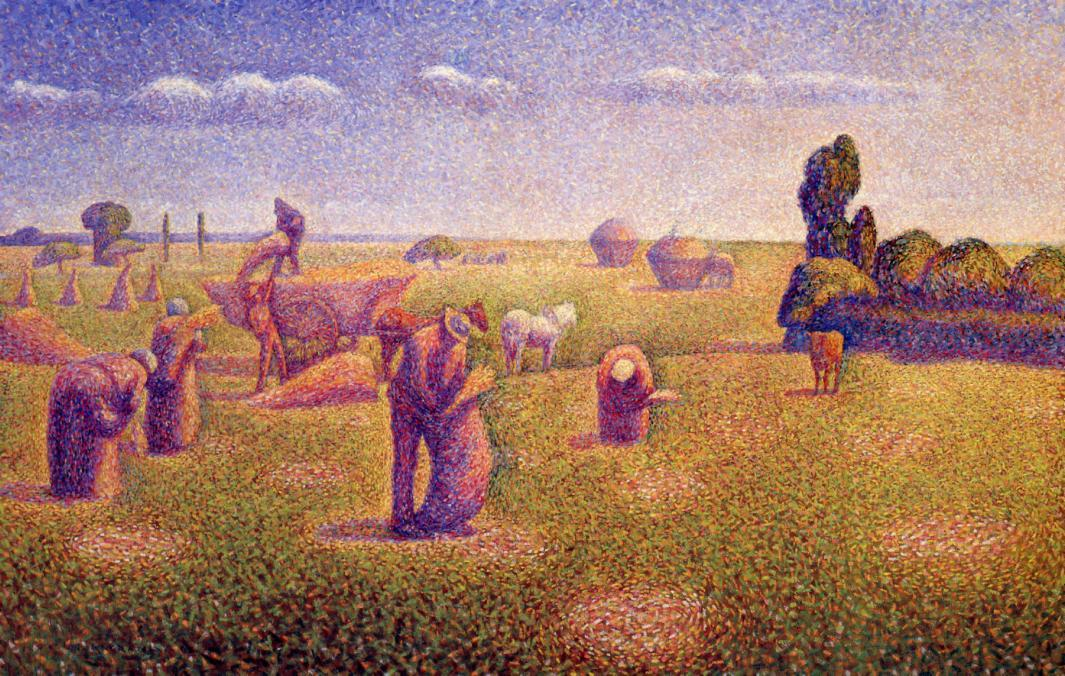
Os Ceifeiros, 1892
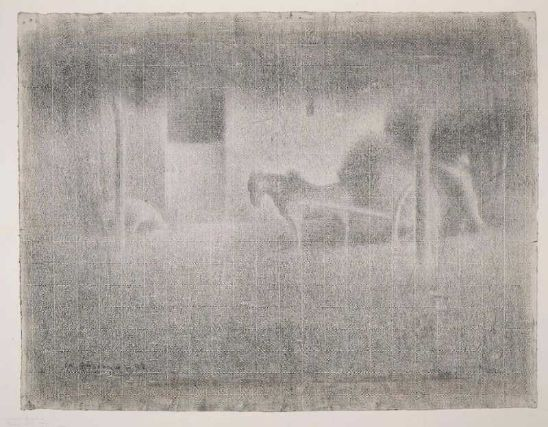
O Terreiro, 1892
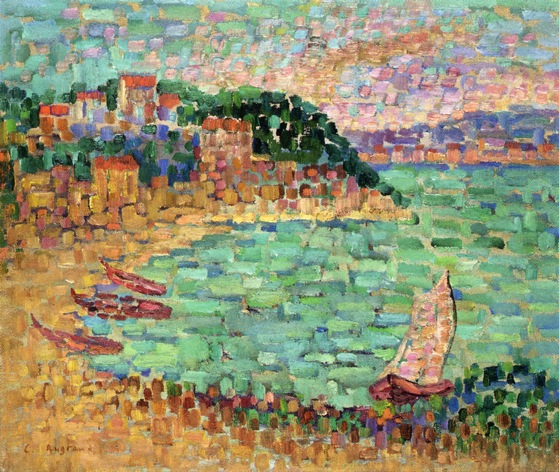
O Pequeno Porto
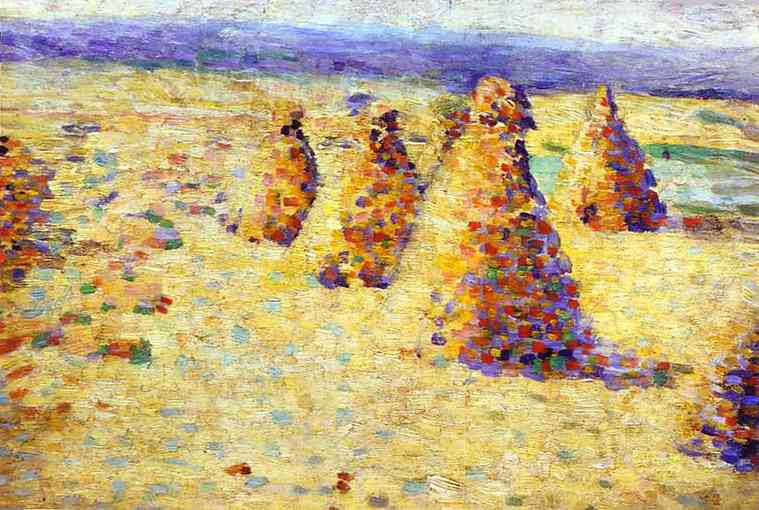
Medas de Feno na Normandia
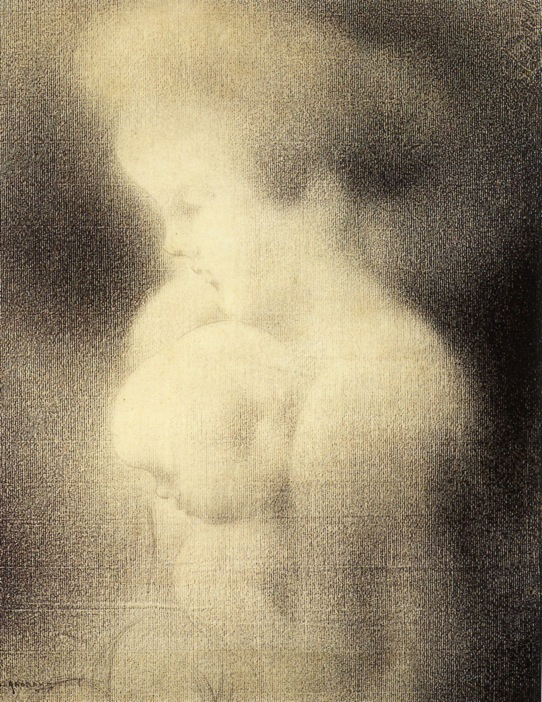
Mãe de Filho
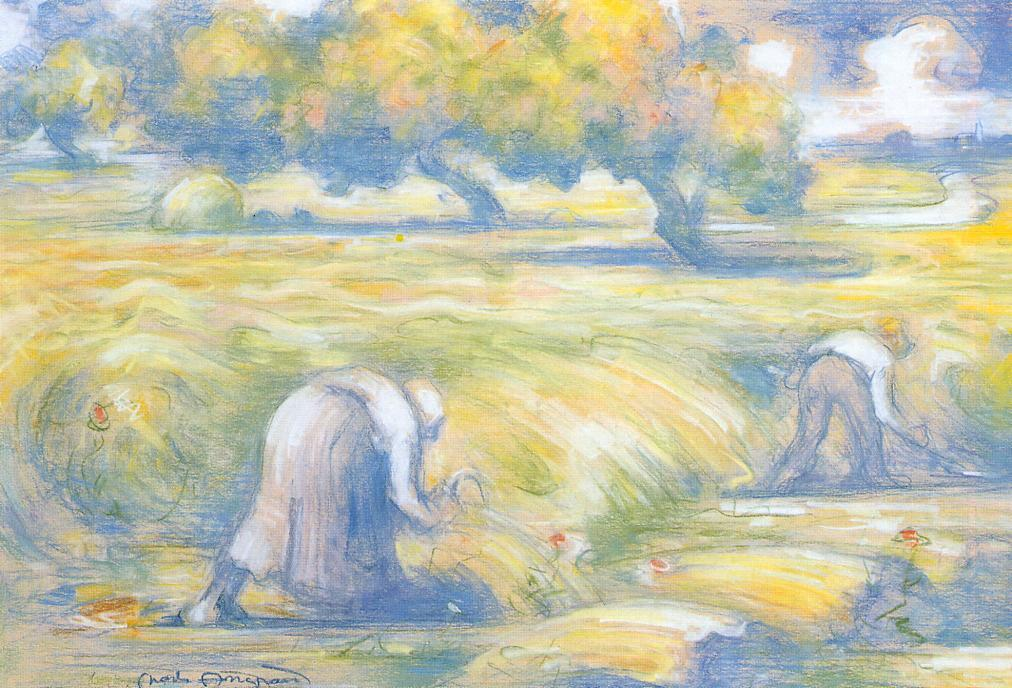
Trigo

### Adicional
- Spiess, Dominique (1992). Encyclopedia of Impressionists: From the Precursors To the Heirs. Lausanne: Edita. ISBN 2-88001-289-9